# Peter Bredsdorff
Peter Bredsdorff (egentligen Christian Erhardt Bredsdorff), född 26 november 1913 i Köpenhamn, död 16 januari 1981 i Tårbæk, var en dansk arkitekt och stadsplanerare.
Peter Bredsdorff examinerades från Kunstakademiets Arkitektskole 1935 och drev egen verksamhet från 1940. Han var dessutom ledare för Köpenhamns kommuns regionkontor ett år. I denna egenskap stod han 1947 bakom planen för Köpenhamns utbyggnad, Fingerplanen, vilken är upptagen i Danmarks kulturkanon. Han blev senare chef för kommunens stadsbyggnadskontor, och utarbetade där 1954 København — skitse til en generalplan. 
Peter Bredsdorff var parallellt verksam vid Kunstakademiets Arkitektskole 1939–1973, från 1955 som professor. Han tilldelades C.F. Hansen-medaljen 1973.